# Iwanauka (rejon homelski)
Iwanauka (biał. Іванаўка; ros. Ивановка, Iwanowka; pol. hist. Iwanówka) – wieś na Białorusi, w obwodzie homelskim, w rejonie homelskim, w sielsowiecie Ciareniczy, nad Uzą.
W XIX i w początkach XX w. położona była w Rosji, w guberni mohylewskiej, w powiecie homelskim. Następnie w granicach Związku Sowieckiego. Od 1991 w niepodległej Białorusi.